# La principessa sul pisello (romanzo)
La principessa sul pisello è il quinto romanzo del 2003 della comica torinese Luciana Littizzetto. 

## Contenuti
Il titolo dell'opera, assieme a Sola come un gambo di sedano e a Col cavolo, rimanda alla stagione vegetariana della produzione letteraria di Littizzetto, seguita da quella definita meta letteraria (La Jolanda furiosa e I dolori del giovane Walter). Nonostante il richiamo alla celebre fiaba di Andersen, i temi del libro sono legati alla vita quotidiana e alle piccole manie dell'italia contemporanea. Nelle pagine dedicate alle dinamiche di coppia spesso emerge il contrasto tra il cinismo esibito davanti agli altri dalle protagoniste dei vari episodi narrati e un sottofondo residuo di romanticismo. Le storie raccontate si basano principalmente sul registro umoristico, ed affrontano vari temi tra i quali quello dei ruoli all'interno della famiglia, delineando una sorta di matriarcato soft. Nel lessico del libro compaiono alcuni termini di derivazione dialettale di area piemontese come ad esempio balengo, che i  libri e gli sketch dell'autrice hanno contribuito a fare conoscere nel resto d'Italia.

## Accoglienza
Come altri tra i primi libri scritti dall'autrice anche La principessa sul Pisello ha ottenuto un buon successo in termini di vendite.

## Edizioni
- Luciana Littizzetto, La principessa sul pisello, collana Biblioteca umoristica Mondadori, Arnoldo Mondadori Editore, 2002,  p. 161, ISBN 978-88-04-49508-6.

### Traduzioni
- (CS) Luciana Littizzetto, Princezna na hrášku, Anton Pasienka (traduzione), Dobřejovice, Červený knír, 2005,  p. 166, ISBN 978-80-90-26526-4.
- (DE) Luciana Littizzetto, La principessa sul pisello das Hörbuch zum Sprachen lernen mit ausgewählten Kurzgeschichten, Grazia Lega, Leipzig, Deutsche Nationalbibliothek, 2019.